# فرناندو بيكر
فرناندو بيكر هو أستاذ جامعي واقتصادي وسياسي إسباني، ولد في 1955 في ليون في إسبانيا.

## مناصب
- انتخب President of the Official Credit Institute  [لغات أخرى]‏ (7 يونيو 1996 – 1999).
- انتخب Minister of Economy and Finance of the Junta of Castile and León  [لغات أخرى]‏ (يوليو 1991 – يوليو 1995).
- في الانتخابات العمومية الإسبانية 1996 [الإنجليزية]‏، انتخب عضو مجلس الشيوخ الإسباني  [لغات أخرى]‏ عن دائرة León (Congress of Deputies constituency) [الإنجليزية]‏ خلال فترته النيابية  [لغات أخرى]‏ (3 مارس 1996 – 6 أكتوبر 1996).
- في 1995 Castilian-Leonese regional election [الإنجليزية]‏، انتخب Member of the Cortes of Castile and León  [لغات أخرى]‏ عن دائرة León (Cortes of Castile and León constituency) [الإنجليزية]‏ خلال فترته النيابية ‏ (21 يونيو 1995 – 29 مارس 1996).